# Comtat de Love
El Comtat de Love és un comtat localitzat al sud de l'estat estatunidenc d'Oklahoma. Tenia una població de 9.423 habitants el 2010. La seva seu de comtat és Marietta.
El Comtat de Love forma part de l'àrea micropolitana d'Ardmore (Oklahoma).

## Geografia
Segons l'Oficina del Cens dels Estats Units, el comtat tenia una àrea total de 1.378 km², dels quals 1.335 km² eren terra i 43 km² (3,11%) eren aigua.

### Autovies principals
- Interstate 35
- U.S. Highway 77
- State Highway 32
- State Highway 76

### Comtats adjacents
|  |  |  |
|  |  |  |
|  |  |  |

## Demografia

Piràmide de població del Comtat de Love

Segons el cens del 2000, hi havia 8.831 persones, 3.442 llars, i 2.557 famílies residint en el comtat. La densitat de població era d'unes 17 per quilòmetre quadrat. Hi havia 4.066 cases en una densitat d'unes 3 per quilòmetre quadrat. La composició racial del comtat era d'un 84,15% blancs, 2,19% negres o afroamericans, un 6,41% natius americans, un 0,26% asiàtic, un 0,01% illencs pacífics, un 3,58% d'altres races, i un 3,41% de dos o més races. Un 7,01% de la població eren hispànics o llatinoamericans de qualsevol raça.
Hi havia 3.442 llars de les quals un 31,70% tenien menors d'edat vivint-hi, un 60,40% eren parelles casades vivint juntes, un 10,00% tenien una dona vivint-hi sola, i un 25,70% no eren famílies. Un 22,90% de totes les llars estaven compostes per individuals i un 12,00% tenien algú vivint-hi d'edat 65 o més. La mitjana de mida de la llar era de 2,54 persones i la de família era de 2,97 persones.
En el comtat, la població estava repartida en un 25,70% menors d'edat de 18 anys, un 7,00% de 18 a 24 anys, un 25,40% de 25 a 44 anys, un 25,70% de 45 a 54 anys, i un 16,20% d'edat 65 o més. L'edat mediana era de 39 anys. Per cada 100 dones hi havia 98,20 homes. Per cada 100 dones d'edat 18 o més, hi havia 94,90 homes.
L'ingrés de mediana per llar en el comtat era de 32.558 $, i l'ingrés de mediana per família era de 38.212 $. Els homes tenien un ingrés de 30.024 $ mentre que les dones en tenien de 20.578 $. La renda per capita pel comtat era de 16.648 $. Un 8,80% de les famílies i un 11,80% de la població vivia per sota del llindar de la pobresa, incloent-hi dels quals un 14,40% menors de 18 anys i un 13,80% majors de 64 anys.

## Economia
El Comtat de Love és on es localitza el Winstar Casino, localitzat al voltant del Red River en la frontera Texas-Oklahoma. El casino és administrat per la Nació Chickasaw, i és l'empresa amb més empleats del comtat.

## Ciutats i pobles
| - Burneyville - Courtney - Dunbar - Enville - Greenville - Jimtown - Leon | - Marietta - Orr - Oswalt - Overbrook - Rubotton - Thackerville - Turner |